# 12787 Abetadashi
12787 Abetadashi è un asteroide della fascia principale. Scoperto nel 1995, presenta un'orbita caratterizzata da un semiasse maggiore pari a 2,2568331 au e da un'eccentricità di 0,1778309, inclinata di 6,24572° rispetto all'eclittica.
L'asteroide è dedicato all'astronomo amatoriale giapponese Tadashi Abe.